# Саратовский агрегатный завод
Саратовский агрегатный завод — предприятие оборонного комплекса, расположенное в Саратове. 
Предприятие входит в холдинг «Высокоточные комплексы». Завод расположен в квартале между улицами Рабочая, Университетской, Астраханская, граничит с территорией завода «Электротерм-93». Офисное здание находится по соседству с Саратовским театром драмы. Завод в разное время выпускал комплексы Штурм, Шмель, Малютка, Стрела-1, Хризантема и другие.

## История
Саратовский агрегатный завод был создан в 1930 году по решению Высшего Совета народного хозяйства СССР (ВСНХ) для обеспечения отечественной тракторной промышленности. Первоначальное название завода — Трактородеталь. Работать завод начал в марте 1931 года. Первое время он выпускал запасные части и узлы для тракторной промышленности, а также корпуса артиллерийских мин и снарядов. В апреле 1941 года завод был передан в Наркомат вооружений и с этого момента сосредоточился на выпуске оборонной продукции.
С началом Великой Отечественной войны Завод № 614 наладил выпуск противотанковых ружей ПТРС, первое ружьё было испытано 7 ноября 1941 года, с декабря началось серийное производство. В Саратов были эвакуированы с Тульских оружейных заводов специалисты и станочное оборудование, в связи с переходом к напряжённой оборонной работе, изменилась структура предприятия, создавались новые цеха, поступало новое оборудование. В июне 1944 года выпуск противотанковых ружей был прекращён и завод перешёл на выпуск артиллерийских систем.
В начале 1950-х годов здесь была создана серия зенитных пушек МИК-6 с принципиально новым механизмом автоматического заряжания.
В 1957 году завод получил по решению Министерства обороны СССР статус особого конструкторского бюро.
В 1960-е годы артиллерийские программы на заводе были свёрнуты, предприятие перепрофилируется на производство специальных приборов. Тогда были освоены курсопрокладчики КП-1М, электроприводы РБУ-1000 и РБУ-6000, используемые корабельными реактивными бомбовыми установками.
В 1985 году за заслуги в обеспечении Вооруженных сил военной техникой в годы Великой Отечественной войны завод был награждён орденом Отечественной войны I степени.
В 1987 году на базе завода создано производственное объединение «Саратовский агрегатный завод».
К началу создания объединения завод достаточно полно оснастил инструментальный цех, лабораторию испытаний, освоил выпуск печатных плат, внедрил самые современные способы и методы литья из черных и цветных металлов, пластмасс. К этому периоду относится и внедрение автоматизации проектно-конструкторских работ и технологических работ. Это обеспечило высокий уровень разработок, и как следствие, оперативный выпуск документации.
В настоящее время завод выполняет госзаказ по капитальному ремонту и модернизации ранее выпускаемых изделий, продолжает серийный выпуск специзделий, гражданской продукции, товаров народного потребления и выпускает новые высокоэффективные изделия многоцелевого назначения. ПТРК «Хризантема-С» является одним из лучших комплексов в мире в классе противотанковых ракетных систем.
Силами собственного ОКБ ведутся разработки и изготовление спецтехники для МО РФ.
С 2004 года предприятие участвует в целевых федеральных программах технического перевооружения и развития производственных мощностей под выпуск БМ «Хризантема-С».

## Фотографии

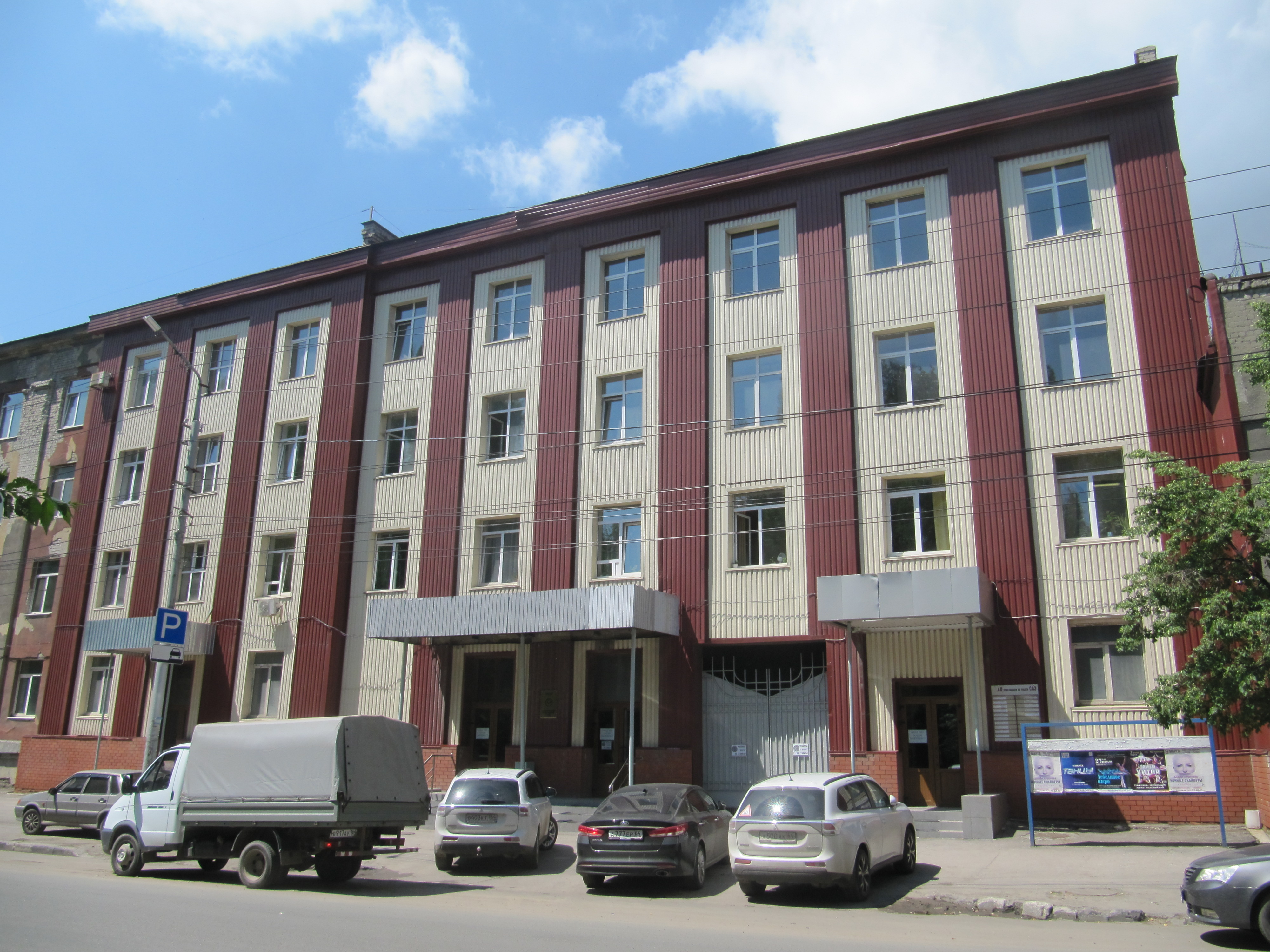
Саратовский Агрегатный Завод, ул. Астраханская
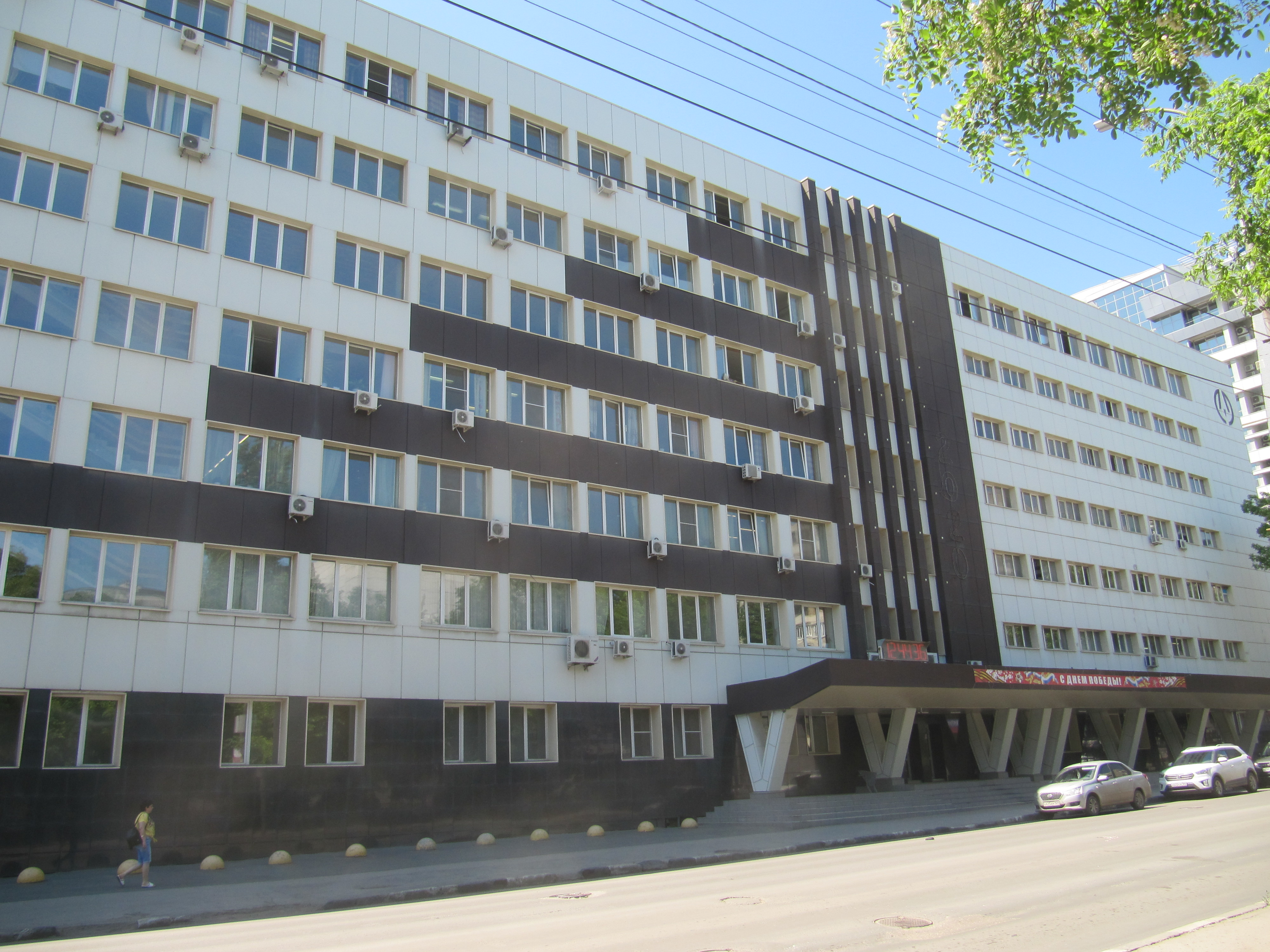
Саратовский Агрегатный Завод, ул. Рабочая